# Långtjärnen (Floda socken, Dalarna, 671138-144263)
Långtjärnen är en sjö i Gagnefs kommun i Dalarna och ingår i Dalälvens huvudavrinningsområde.